# Rick Brandsteder
Richard (Rick) Brandsteder (Hilversum, 7 april 1984) is een Nederlands  voormalig televisiepresentator.

## Achtergrond
Rick Brandsteder werd geboren als oudste zoon van televisiepresentator Ron Brandsteder en diens tweede echtgenote. Rick ging na de havo op RSG Broklede Entertainment Management studeren. In zijn studietijd was hij ook werkzaam als model.

## Carrière
Brandsteder presenteerde onder meer het jeugdprogramma Kinderrecords bij SBS6 en de Sponsorloterijshow bij Talpa, ook was hij op 24 juni 2005 gastpresentator bij Shownieuws van SBS6. Hij was presentator van het Bingo-gedeelte van de spelshow Lingo. Vanaf 2007 was Brandsteder wekelijks te zien in het RTL 4-programma Sponsor Bingo Loterij: de Winnaars. Iedere zondag verraste hij de winnaars met de gewonnen prijzen. Sinds het najaar van 2008 presenteert hij voor RTL 5 het programma Wie is de Chef?. Tijdens de zomers van 2009 en 2010 was Brandsteder een van de presentatoren van het RTL 4-programma Ik kom bij je eten. Ook was hij eind 2009 een van de presentatoren van het RTL 5-programma Ibiza 24/7. In 2011 was hij een van de "reisleiders" in het RTL 5-programma Wie is de reisleider?. Sinds 2012 is hij de presentator bij SBS6 van programma's als Van Je Vrienden Moet Je 't Hebben en De Showbizzquiz.
Op 16 juli 2015 werd bekend dat Rick vanaf het najaar van 2015 weer een vast gezicht van RTL 5 wordt. In het najaar van 2015 is Rick te zien in Wie is de Sjaak?. Vanaf 2 september presenteert hij samen met Nicolette Kluijver het spelprogramma Van je vrienden moet je het hebben bij RTL 5. In 2016 en 2017 presenteert hij samen met Yolanthe Sneijder-Cabau De nationale sextest 2016.
Vanaf 2016 presenteert Brandsteder het programma Temptation Island. Hij speelt een klein rolletje als trouwambtenaar in de film Hartenstrijd. In 2017 kwam daar opvolgend Temptation Talk waarin de gebeurtenissen van de Temptation Island afleveringen wordt nabesproken. Rick was als presentator te zien in het eerste seizoen van Temptation Talk wat via de video on demand dienst van RTL genaamd RTL XL te zien was. Vanaf seizoen 10 presenteert Rick het programma live op RTL 5 na de bewuste Temptation Island aflevering.
Eind 2017 was Brandsteder te zien in het RTL 5 programma Celebrity City Trip, hij vormde een reiskoppel met Raven van Dorst. Vanaf 2017 was Brandsteder te zien als reporter in RTL Boulevard. Sinds begin 2018 is Brandsteder in datzelfde programma te zien als co-presentator in het weekend en incidenteel doordeweeks.
In 2019 was Brandsteder te zien in het RTL 4-programma The Masked Singer, waarin hij gemaskerd als Monster de zangwedstrijd aan ging. Hij viel hierbij af in de halve finale.
In 2020 presenteerde Brandsteder het programma De Bachelorette voor Videoland. Hierin hielp hij Gaby Blaaser op zoek naar een partner. In 2021 presenteert Brandsteder De Bachelor, waarin hij Tony Junior helpt bij de zoektocht naar een partner. In 2022 nam hij de presentatie van Expeditie Robinson over van Art Rooijakkers, die last had van stemproblemen en de presentatie van dit programma daarom een jaar moest uitstellen. 
In 2023 deed Brandsteder mee aan het televisieprogramma Het perfecte plaatje in Zuid-Afrika. In februari 2024 beëindigde hij zijn loopbaan als tv-presentator.

## Arrestatie
Brandsteder is in het verleden meerdere keren in opspraak geraakt vanwege betrokkenheid bij vechtpartijen. Zo werd hij begin 2011 gearresteerd naar aanleiding van een vechtpartij in een café.

## Programma's
SBS6
- Kinderrecords (2005)
- Shownieuws (2005) (gastpresentator)
- De Vierdaagse (2012, 2013)
- Van Je Vrienden Moet Je ’t Hebben (2012) (teamcaptain)
- Showbizzquiz (2013)
- Baasje Gezocht (2013)

Talpa/Tien
- Sponsor Loterij Superbal (2005) (itempresentator prijsuitreikingen Sponsor Bingo Loterij)
- Sponsor Loterij Surprise! (2006)

RTL 4
- Sponsor Bingo Loterij: De Winnaars (2007–2010)
- Vriendenloterij: De Winnaars (2011–2012)
- Ik kom bij je eten (2009–2012)
- RTL Boulevard (als reporter) (2017–2019)
- RTL Boulevard (als co-presentator) (2018–2021)
- The Masked Singer (als kandidaat) (2019)
- Expeditie Robinson (2022 ter vervanging van Art Rooijakkers)[9]

RTL 5
- Wie is de Chef? (2009–2011)
- Ibiza 24/7 (2009)
- RTL 5 Wintersport (2010) (eenmalig)
- Wie is de reisleider? (2011)
- Expeditie Robinson (kandidaat) (2014)
- Wie is de Sjaak? (2015)
- Van je vrienden moet je het hebben (2015)
- De Nationale Sekstest (edities: 2016, 2017)
- Temptation Island (2016–2020)
- De Vijftien Vetste Video's Van Vandaag (2016)
- De Nationale Verkeerstest (edities: 2016)
- Temptation Talk (2017–2020)
- Zon, Zuipen, Ziekenhuis: Hier is het feestje! (2018)
- Boxing Stars (kandidaat) (2018)
- Five Days Inside (2021)[10]

Videoland
- De Bachelorette (2020)[3]
- De Bachelor (2021-2022)
- Take Me Out: Mother Knows Best (2021–heden)[11]
- The Masked Singer: After The Mask (2021–2022)

TROS
- Lingo (2007-2008) (itempresentator prijsuitreikingen Sponsor Bingo Loterij)
- Lang leve de tv! (deelnemer) (2011)